# Zygmunt Wyrozembski
Zygmunt Jan Wyrozembski (właśc. Leon Nadel, ur. 8 lutego 1907, zm. 9 marca 1979) – polski ekonomista i dyplomata pochodzenia żydowskiego, wiceminister żeglugi i handlu zagranicznego, działacz ruchu robotniczego, profesor Polskiej Akademii Nauk, prorektor Akademii Nauk Politycznych, wykładowca Uniwersytetu Warszawskiego i Szkoły Głównej Służby Zagranicznej. Tłumacz na język polski Zarysu krytyki ekonomii politycznej (Grundrisse), pierwszej wersji głównego projektu naukowego Karla Marxa.

## Życiorys

### Dyplomata
W okresie formowania się Tymczasowego Rządu Jedności Narodowej, powołanego 28 czerwca 1945, zabiegał wraz z Janem Wojnarem, przedwojennym przedstawicielem Svenska Orient Linien, o utworzenie Ministerstwa Żeglugi i Handlu Zagranicznego, co nastąpiło najpóźniej 5 lipca 1945. Do 19 lipca 1945 przebywał z ambasadorem TRJN Zygmuntem Modzelewskim jako doradca handlowy w Moskwie, gdzie z inicjatywy radcy ambasady norweskiej Ernesta Krogha-Hansena rozpoczęły się negocjacje na temat dostaw polskiego węgla kamiennego dla Norwegii. 22 lipca 1945 podpisał ustawę o ustanowieniu Narodowego Święta Odrodzenia Polski w zastępstwie przebywającego na delegacji w Moskwie ministra żeglugi i handlu zagranicznego Stefana Jędrychowskiego.
W pierwszym tygodniu sierpnia 1945 pełniąc funkcję dyrektora handlowego negocjował w Warszawie z ambasadorem Norwegii Rolfem Andvordem i jego adiutantem kpt. Justem Borthenem warunki tymczasowej umowy handlowej, obejmującej dostawy polskiego węgla. Według relacji Andvorda „okazał się bardzo trudnym negocjatorem, zgodnie zresztą z panującą o nim opinią”. 8 września 1945 już jako wiceminister żeglugi i handlu zagranicznego wyjechał na czele delegacji handlowej do Szwecji. 22–25 września 1945 przebywał z Wojciechem Chabasińskim w Oslo na zaproszenie norweskiego Ministerstwa Spraw Zagranicznych, omawiając dostawy śląskiego węgla do portów bałtyckich z Johannesem Norem (1888–1972), dyrektorem państwowego przedsiębiorstwa Brenselimport.
W lutym 1946 przewodniczył polskiej delegacji handlowej do Rumunii i Węgier w sprawie realizacji zawartych w 1945 umów na dostawę m.in. ropy naftowej i boksytu w zamian za węgiel, a następnie wraz z delegacją przebywał w Austrii.

### Ekonomista
24 marca 1946 był w gronie 158 członków założycieli warszawskiego oddziału Polskiego Towarzystwa Ekonomicznego (PTE), na którego czele stanął Edward Lipiński. W marcu 1947 ogłosił artykuł w pierwszym powojennym numerze organu PTE „Ekonomista”, niewykazujący podejścia marksistowsko-leninowskiego.
W 1946 został wykładowcą w Akademii Nauk Politycznych w Warszawie, a następnie przed przekształceniem tej uczelni w Szkołę Główną Służby Zagranicznej w 1950 także jej prorektorem. 
Należał wraz z Hilarym Mincem, Bronisławem Mincem, Eugeniuszem Szyrem, Stefanem Jędrychowskim, Władysławem Bieńkowskim, Bronisławem Blassem, Włodzimierzem Brusem, Czesławem Nowińskim, Mieczysławem Popielem, Leonem Rzendowskim, Adamem Wangiem i Sewerynem Żurawickim do grupy ekonomistów, którzy 18–19 lutego 1948 przeprowadzili na polecenie władz Polskiej Zjednoczonej Partii Robotniczej krytykę narodowego planu gospodarczego, jaki opracował związany z Polską Partią Socjalistyczną i kierowany przez Czesława Bobrowskiego Centralny Urząd Planowania, zarzucając mu oparcie w ekonomii burżuazyjnej (tj. kapitalistycznej).
W 1948 był obok Bronisława Minca najaktywniejszym autorem o orientacji marksistowsko-leninowskiej publikującym na łamach „Ekonomisty” w ramach ofensywy ideologicznej PZPR. Od połowy tego roku reprezentował PZPR w kolegium redakcyjnym tego czasopisma. W numerze 4 z 1948, który ogłosił zerwanie z burżuazyjną nauką ekonomiczną i z zachodnim marksizmem, wystąpił z ostrą krytyką artykułów Józefa Zagórskiego o początkach kapitalizmu i Aleksego Wakara o handlu międzynarodowym ZSRR.
Latem 1949 przeszedł z grupą młodych komunistycznych ekonomistów (Włodzimierz Brus, Bronisław Minc, Kazimierz Owoc, Ludwik Pawłowski, Maksymilian Pohorille, Józef Zawadzki, Seweryn Żurawicki) dwumiesięczne szkolenie w Instytucie Plechanowa w Moskwie. Przed 9 września 1949 uzyskał w Szkole Głównej Handlowej doktorat z ekonomii pod opieką Edwarda Lipińskiego. Następnie w połowie września 1949 wziął udział w przejęciu i zreformowaniu Szkoły Głównej Handlowej, przemianowanej na Szkołę Główną Planowania i Statystyki, przez przeszkoloną w Instytucie Plechanowa grupę. Według Włodzimierza Brusa upominał się o zachowanie obowiązującej od 1933 nazwy „Szkoła Główna”. 
W trzecim kwartale 1949 utworzył z Edwardem Lipińskim, Bronisławem Mincem i Witoldem Trąmpczyńskim nowe kolegium redakcyjne „Ekonomisty”, które przejęło właściwą odpowiedzialność za kształt pisma z rąk Lipińskiego jako samodzielnego redaktora naczelnego. W 1949 wszedł także do nowej rady PTE, utworzonej pod przewodnictwem Oskara Langego w ramach przejęcia władzy w organizacji przez ekonomistów marksistowskich.
Podczas I Kongresu Nauki Polskiej w Warszawie (1950–1951) brał udział w obradach podsekcji ekonomii politycznej i planowania oraz podsekcji handlu zagranicznego.
Uczestniczył jako delegat w II Zjeździe Ekonomistów Polskich w Warszawie w 1956. W październiku 1960 wziął udział w obradach konferencji poświęconej nowym zjawiskom burżuazyjnej ekonomii politycznej w Niemieckiej Akademii Nauk w Berlinie, omawiając teorię wzrostu gospodarczego.
Na zebraniu Komitetu Zakładowego PZPR Polskiej Akademii Nauk w lipcu 1964 domagał się oparcia przewidywanego do utworzenia Instytutu Nauk Ekonomicznych PAN (ostatecznie powołanego dopiero w 1981) na kadrze Zakładu Badań Ekonomicznych PAN, podnosząc jej osiągnięcia naukowe przy szczupłym składzie personalnym. Skarżył się na brak konsultacji inicjatywy powołania Instytutu z Zakładem, a także na niedofinansowanie placówki i wynikające stąd problemy kadrowe. W odpowiedzi wytknięto mu zwiększanie wymiaru godzin dydaktycznych dla pracowników Zakładu bez zgody Biura Kształcenia i Doskonalenia Kadr Naukowych PAN. Na zebraniu aktywu partyjnego PAN w marcu 1966 skrytykował zanik ideologii socjalistycznej w Polsce i ZSRR oraz zastąpienie programu partyjnego przez pragmatyzm w zarządzaniu ekonomią. Odrzucił wysuniętą przez Jerzego Wiatra definicję socjalizmu jako równości szans i warunków, zaapelował o dalsze słuchanie przez członków partii Radia Wolna Europa. Jego tezom sprzeciwili się Jan Rychlewski, Andrzej Straszak i Kazimierz Doktór.

## Działalność naukowa i dydaktyczna
Jego najbardziej znanym dziełem jest przekład z języka niemieckiego na polski Zarysu krytyki ekonomii politycznej (Grundrisse) Karla Marxa, przygotowany dla oficyny Książka i Wiedza. Fragmenty tłumaczenia zostały wykorzystane przez wydawcę w polskiej edycji książki Luciena Sève'a Marksizm a teoria osobowości w 1975, jeszcze za życia Wyrozembskiego. Publikacja całego tomu została przez wydawnictwo odłożona z nieznanych względów do roku 1986.
Na potrzeby kursów dla niewidomych we wszechnicy radiowej w roku 1951/1952 przygotował 8 wykładów kursu „Rozwój społeczeństwa ludzkiego” i 23 wykłady kursu ekonomii politycznej. Ich skrypty ukazały się w latach 1952–1953 drukiem w alfabecie Braille'a nakładem Zarządu Głównego Polskiego Związku Niewidomych.
Do jego studentów na ANP należał Kazimierz Łaski (absolwent z 1950).

## Prace

### Książki
- (red.) Materiały do badań nad gospodarką Polski. Cz. 1, 1918–1939, Państwowe Wydawnictwo Naukowe, Warszawa 1956
- Dawid Ricardo. Studium historyczno-teoretyczne, Państwowe Wydawnictwo Naukowe, Warszawa 1959
- (tłum.) Karl Marx, Zarys krytyki ekonomii politycznej, Książka i Wiedza, Warszawa 1986

### Artykuły
- Wytyczne dla polityki handlu zagranicznego w związku z ogólną polityką gospodarczą państwa, „Ekonomista” 1947, s. 58–85
- Uwagi o powstaniu gospodarstwa kapitalistycznego, „Ekonomista”, 1948, nr 4, s. 71–104
- O istocie radzieckiego handlu zagranicznego (polemika z prof. A. Wakarem), „Ekonomista”, 1948, nr 4, s. 112–121
- W sprawie polskiej terminologii ekonomicznej, „Ekonomista”, 1949, nr 3, s. 63–91
- Akumulacja i zatrudnienie, „Ekonomista”, 1957, nr 5, s. 4–41
- Istotne źródła współczesnej burźuazyjnej ekonomii politycznej, „Ekonomista”, 1958, nr 6, s. 1518–1547
- O pewnej teorii zacofania i wzrostu, „Studia Ekonomiczne”, 13, 1965, s. 43–50
- Die Berechnung der Investitionseffektivität in der sozialistischen Wirtschaft, w: Wirtschaftsfragen in und zwischen Ost und West. Referate und Beiträge zu einem Seminar der Studentenschaft der Hochschule St. Gallen für Wirtschafts- und Sozialwissenschaft vom 2.–5. Mai 1966 in St. Gallen, red. Peter Pattis, Econ Verlag(inne języki), Düsseldorf 1966, s. 115–130
- Wachstumsrate, technischer Fortschritt und Beschäftigung, w: Probleme zentraler Wirtschaftsplanung. Nationalökonomen Osteuropas über Theorie und Praxis der Wirtschaftspolitik, red. Kurt Wessely, Oldenbourg Verlag(inne języki), München 1967, s. 117–138

## Rodzina
Był synem Joska Nadla i Fajgi z domu Kutner. Pod nazwiskiem Nadel poślubił Irenę (Edwardę) Lipszyc (1909–1984), z którą miał dwoje dzieci. Później, po przyjęciu nazwiska Wyrozembski, zawarł małżeństwo z krytyczką teatralną i w latach 70. XX w. redaktorką „Tygodnika Kulturalnego” Marią Brzostowiecką, z którego urodziło się jedno dziecko.